# Anna van Rijndorp
Anna van Rijndorp (getauft 24. August 1668 in Delfshaven; begraben 7. Juli 1745 in Amsterdam) war eine niederländische Schauspielerin und Theaterregisseurin.

## Leben
Anna van Rijndorp wurde am 24. August 1668 in Delfshaven getauft. Sie war die Tochter des Schauspielers Jan Jacobsz. van Rijndorp (1633–1686/1691) und Geertruyt Bonifaesdr. van Haestrecht (1638–nach 1691). Sie heiratete am 12. März 1690 in Den Haag den Schauspieler Johannes Nozeman. Aus dieser Ehe gingen drei Söhne hervor.
Anna van Rijndorps Eltern waren Schauspieler in der Wandertruppe von Jan Baptist van Fornenbergh. Als die Wandertruppe 1668 in Delfshaven gastierte, wurde Anna geboren und am 24. August dort als Remonstrantin getauft. Ihr älterer Bruder Jacob van Rijndorps (1663–1720) war später ein Theaterunternehmer. Zudem hatte sie noch eine ältere Schwester, Catharina (1664–?) und eine jüngere Schwester, Magdalena (1671) sowie den Bruder, Wilhelmus (1675). Ihre ersten Erfahrungen machte sie auf der Bühne von Fornenberghs Theatergruppe. Diese löste sich in den 1680er Jahren auf.
Den Schauspieler Johannes Nozeman heiratete sie 1690 und ihr erster Sohn Gilles wurde am 14. Februar 1691 getauft. Kurze Zeit später tauchte Johannes Nozeman für einige Zeit unter, vermutlich weil er Schulden hatte. Auf einer Tournee nach Hamburg wurde 1693 ihr zweiter Sohn Jacobus (1693–1745) geboren, der später Musiker wurde. Ihr Bruder Jacobus van Rijndorps und ihr Mann übernahmen 1595 die Leitung der ehemaligen Fornenbergh-Kompanie und gründeten die Grote Compagnie van Nederduitse Acteurs, die noch in dem Jahr durch die südlichen Niederlande tourte. Ihr Mann Johannes Nozeman war jedoch ungeeignet als Leiter der Wandertruppe, er verspielte viel Geld und Anna übernahm seine Aufgaben. Ihr dritter Sohn Willem Georgie wurde 1696 in Leiden geboren. In den folgenden Jahren reiste die Kompanie jährlich zu den Jahrmärkten und spielte ab 1699 im Theater von Annas Bruder Jacob in Den Haag und ab 1704 in seinem Theater in Leiden. Anna van Rijndorp war für den „Haager“ Teil des Unternehmens verantwortlich. Es folgten in den Jahren 1703 bis 1704 Tourneen durch Deutschland und Dänemark. Ihr Mann ging 1705 bankrott, er war ein leichtfertiger Mann und vermutlich trennte sich das Paar danach.
Sie zog nach der Insolvenz ihres Mannes nach Amsterdam, um an der Hollandsche Schouwburg zu arbeiten und wurde im April 1713 als Schauspielerin für das hohe Gehalt von 6 Gulden pro Vorstellung registriert. Dieses Gehalt wurde drei Jahre später auf 5,5 Gulden gesenkt, die Gründe dafür sind nicht bekannt. Johannes Nozeman starb 1719 in Den Haag und in dem Jahr erhielt Anna van Rijndorp vom Amsterdamer Theater 30 Gulden als Entschädigung für die zweijährige Nutzung ihrer römischen Kleidung. Weitere 70 Gulden bekam sie 1720 und offenbar besaß sie eine umfangreiche Sammlung an Bühnenkostümen, vermutlich hatte diese Johannes Nozeman von seinem Vater geerbt. Eine weitere Anerkennung in Höhe von 25 Gulden erhielt sie ebenfalls 1720.
Im Jahr 1723 stand Anna von Rijndorp noch immer auf der Bühne, jedoch bat der Theaterdichter Claas Bruin darum, die Rolle der Mirzy in seiner Tragödie „Der tugendhafte Höfling“ Elizabeth Bor und nicht Anna von Rijndorp zu übertragen, da er meinte, sie wäre zu alt, um eine junge Dame spielen zu können. Zu der Zeit war sie 55 Jahre alt. Sie erkrankte schwer, als 1727 in Amsterdam eine Epidemie wütete, machte ihr Testament und ernannte ihre drei Söhne zu ihren Erben. Anna von Rijndorp überlebte, kehrte aber vermutlich nicht ans Theater zurück, dafür wird erwähnt, dass sie 1734 in Utrecht zusammen mit Chênes Disinois eine französische reisende Theatertruppe leitete. Dabei wird es sich um die Truppe handeln, die in Justus van Effens „Hollandsche Spectator“ als „die hervorragenden französischen und italienischen Schauspieler“ erwähnt wird, die im Sommer dieses Jahres mit ihrem Theaterzelt auf der Vredenburg stand und 36 Vorstellungen gab.
Anna van Rijndorp lebte in ihren letzten Jahren wahrscheinlich mit ihrem Sohn Jacob zusammen. Sie starb im Haus ihres Sohnes Jacob Nozeman im Alter von fast 77 Jahren. Anna van Rijndorp wurde am 7. Juli 1745 in der wallonischen Kirche beigesetzt. Drei Monate später starb auch ihr Sohn Jacob.